# Жетибай (Каракіянський район)
Жетибай (каз. Жетібай) — село у складі Каракіянського району Мангистауської області Казахстану. Адміністративний центр та єдиний населений пункт Жетибайського сільського округу.
До 2013 року село мало статус селища.
Населення — 13541 особа (2021; 11326 у 2009, 9153 у 1999, 8988 у 1989).

## Клімат
Село знаходиться у зоні, котра характеризується кліматом тропічних степів. Найтепліший місяць — липень із середньою температурою 26.1 °C (79 °F). Найхолодніший місяць — січень, із середньою температурою -2.8 °С (27 °F).
| Клімат Жетибая          | Клімат Жетибая | Клімат Жетибая | Клімат Жетибая | Клімат Жетибая | Клімат Жетибая | Клімат Жетибая | Клімат Жетибая | Клімат Жетибая | Клімат Жетибая | Клімат Жетибая | Клімат Жетибая | Клімат Жетибая | Клімат Жетибая |
| Показник                | Січ.           | Лют.           | Бер.           | Квіт.          | Трав.          | Черв.          | Лип.           | Серп.          | Вер.           | Жовт.          | Лист.          | Груд.          | Рік            |
| Середня температура, °C | −2,8           | −2,5           | 3,1            | 11,4           | 18,3           | 23,1           | 26,1           | 24,8           | 19,4           | 11,5           | 5,5            | 0,9            | 11,6           |
| Норма опадів, мм        | 7.8            | 8.3            | 14             | 15.3           | 14.1           | 9.8            | 8.4            | 5.1            | 8.2            | 7.5            | 12.5           | 11.7           | 122.7          |
| Днів з опадами          | 6,2            | 5,5            | 6              | 5,2            | 4,5            | 3,7            | 2,9            | 2,6            | 3,2            | 4,9            | 5,5            | 6,9            | 57,1           |
| Вологість повітря, %    | 82.3           | 79.3           | 71.7           | 59.7           | 52.9           | 51.6           | 50.2           | 47.9           | 51.7           | 62.1           | 72.1           | 77.5           | 63.3           |
| ----------------------- | -------------- | -------------- | -------------- | -------------- | -------------- | -------------- | -------------- | -------------- | -------------- | -------------- | -------------- | -------------- | -------------- |
| Джерело: Weatherbase    |                |                |                |                |                |                |                |                |                |                |                |                |                |